# 長井時秀
長井 時秀（ながい ときひで、生没年不詳）は、鎌倉時代中期の人物、鎌倉幕府の御家人。長井泰秀の子。母は佐々木信綱の娘。妻は安達義景の娘。大江時秀とも呼ばれる。法名は西規。長井氏は大江広元の次男・時広を始祖とする鎌倉幕府の有力御家人であり、北条氏得宗家の烏帽子親関係による一字付与による統制下にあったとみられ、足利氏でいう足利家時のように、「時」の字は北条氏得宗家当主よりその通字を受けたものと考えられる。

## 生涯
通称は太郎で、『吾妻鏡』における初見は、宝治元年（1247年）11月15日条に、この日に開催された鶴岡八幡宮放生会の参列者の中で後陣の随兵の一人として挙げられている「長井太郎」である。この段階で諱の「時秀」の掲載はないものの、通称（仮名）は元服時に名付けられるものであり、これ以前に元服を済ませたとみなすのが妥当である。
1254年（建長6年）父の死の翌年には引付衆五番に任ぜられて幕政に参画し、1257年（正嘉元年）を始め、1264年（文永元年）、1282年（弘安5年）にも東使として京に赴いたことが解る。その間、正元元年（1259年）閏10月には宮内権大輔に任ぜられ、五位に叙せられたほか、1265年（文永2年）6月11日条では評定衆に新任とあり、1271年（文永8年）には備前守となる。また、執権・北条氏の下で評定衆を務める身でありながら、歴代将軍（藤原頼経・頼嗣・宗尊親王）の側近としても重用されていたようである。
『吾妻鏡』では文永3年（1266年）3月の評定衆結番の記事を最後に｢長井時秀｣の名は見られなくなるが、前述のようにその後も時宗の信頼を受けた。
建治元年（1275年）京都若宮八幡宮社の再建に当たり、御家人に費用の捻出が求められるが、鎌倉在住の長井氏は北条氏一門（500貫～200貫）、足利氏（200貫）に次いで多い、180貫の費用を提供した。建治3年（1277年）12月、時宗の嫡子・貞時の元服に際し、時秀は湯摩杯を持参する役を務めてその後見となった。
弘安7年（1284年）の執権・北条時宗の死去を機に出家し、西規と号した後は活動が見られなくなるが、没年は不詳である。子に宗秀があり、『吾妻鏡』の編纂者のひとりではないかと推測されている。

## 資福寺
父から引き継いだ出羽長井荘（現在の山形県高畠町）に資福寺を建立したとされ、学問の中心として、関東十刹の一つに挙げられることもある有力寺院であった。出羽長井氏の衰亡後は伊達氏により保護を受け、虎哉宗乙の元で幼い伊達政宗が学んだ。その移封に伴い仙台へ移った。